# Leslie A. Garay
Leslie (László) Andrew Garay (Hungría, 1924 - 2016) es un botánico estadounidense, director y conservador del "Oakes Ames Orchid Herbarium" de la Universidad Harvard durante cinco décadas hasta recientemente que dejó el cargo. Ha trabajado extensamente en orquídeas.

## Biografía
Para Leslie A. Garay, el periodo como curador del "Oakes Ames Orchid Herbarium" que ha durado cinco décadas de su vida, ha sido el más fecundo de su carrera. Durante este tiempo ha revisado numerosos géneros de Orquídeas, reclasificando especies entre diferentes géneros e incluso estableciendo algún género como:
- Chaubardiella establecido en 1969 añadiendo 4 especies procedentes de los géneros: Stenia, Kefersteinia, Chondrorhyncha, Chaubardia.
- Amesiella en 1972 para trasladar la especie "Angraecum philippinensis" de su anterior género Angraecum de especies africanas.

Géneros en los que se encuentran reclasificaciones de Leslie A. Garay :
- Sobralia 1959
- Elleanthus 1963
- Amesiella 1972
- Acineta 1979
- Palmorchis 1979

## Algunas publicaciones
- New & Noteworthy Records for Argentine Orchidology. 1954. Comunicaciones del Instituto Nacional de Investigación de las Ciencias Naturales. Ciencias botánicas 1: 6
- The first Handbook of Orchid Nomenclature
- Synopsis of the genus Oncidium. 1974. Ed. Herbarium Bradeanum
- The genus oeceoclades Lindl.. 1976. Harvard University. Botanical Museum. Bot.Museum leaflets
- A generic revison of the Spiranthinae 1982. Ed. Bot. Museum leaflets, Harvard University
- Classification of orchid species. 1999. En: Harvard Papers in Botany. 4(1): 311, fig. 7B. Cambridge, MA

### Libros
- Venezuelan Orchids, Dunsterville, GCK & Leslie A.Garay. Ed. Andre Deutsch, Londres & Ámsterdam, 1959-76. 334 pp. ISBN 0233964118
- Natural & artificial hybrid generic names of orchids, 1887-1965. 1966. Botanical Museum leaflets, Harvard University. 212 pp.
- Flora of the Lesser Antilles: Orchidaceae . 1974. Garay, LA, HR Sweet. Ed. Amer Orchid Soc. ISBN 99941-1-617-7
- Orchids of Southern Ryukyu Islands. 1974. Leslie A.Garay & Herman R.Sweet. Ed. Botanical Museum, Harvard University. 180 pp.
- Orchidaceas, Cypripedioideae, Orchidoideae, Neottioideae. Vol. 9 de Flora of Ecuador. Ed. NFR. 304 pp.
- Orchids Venezuela, Dunsterville, GCK & Leslie A Garay. 3 volúmenes. 1979. Publ. Oakes Ames Orchid Herbarium of the Botanical Museum of Harvard University. Cambridge, MA
- Systematics of the genus Stelis SW. 1979. Harvard University. Botanical museum leaflets. 259 pp.
- Index to the orchid herbarium of Oakes Ames in the botanical museum of Harvard University. 1989. Ed. Chadwyck-Healey. 204 pp. ISBN 0-89887-080-1

## Honores
- 1957: beca Guggenheim

### Epónimos
Géneros
- (Orchidaceae) Garayanthus Szlach.[1]

- (Orchidaceae) Garaya Szlach.[2]

Especies
- (Orchidaceae) Apatostelis garayi Dunst.[3]

- (Orchidaceae) Ascocentrum garayi Christenson[4]

- (Orchidaceae) Brassia garayana M.W.Chase[5]

- (Orchidaceae) Cranichis garayana Dodson & R.Vásquez[6]

- (Orchidaceae) Dendrobium garayanum A.D.Hawkes & A.H.Heller[7]

- (Orchidaceae) Diaphananthe garayana Szlach. & Olszewski[8]

- (Orchidaceae) Epidendrum garayi Lojtnant[9]

- (Orchidaceae) Gongora garayana R.Rice[10]

- (Orchidaceae) Habenaria garayana Szlach. & Olszewski[11]

- (Orchidaceae) Lepanthes garayi T.Hashim.[12]

- (Orchidaceae) Maxillaria garayi D.E.Benn. & Christenson[13]

- (Orchidaceae) Pabstiella garayi (Pabst) Luer[14]

- (Orchidaceae) Schiedeella garayana R.González[15]

- (Orchidaceae) Schlimia garayana H.R.Sweet[16]

- (Orchidaceae) Stelis garayi (Dunst.) Carnevali & I.Ramírez[17]

- (Orchidaceae) Stigmatosema garayanum Szlach.[18]

- (Orchidaceae) Sutrina garayi Senghas[19]

- La abreviatura «Garay» se emplea para indicar a Leslie A. Garay como autoridad en la descripción y clasificación científica de los vegetales.[20]Equipos con los que suele aparecer:
- C. Schweinfurth & Garay
- Dodson & Garay
- Garay & C. Schweinfurth
- Garay & Dunsterville
- Garay & G. A. Romero
- Garay & G. C. Kennedy
- Garay & H. R. Sweet
- Garay & Hamer
- Garay & Hespenheide
- Garay & M. Wirth
- Garay & Stacy
- Garay & Sweet
- Garay & W. Kittredge
- H. R. Sweet & Garay
- Hamer & Garay
- Pabst & Garay
- Senghas & Garay
- Teuscher & Garay